# Huijgenspoort

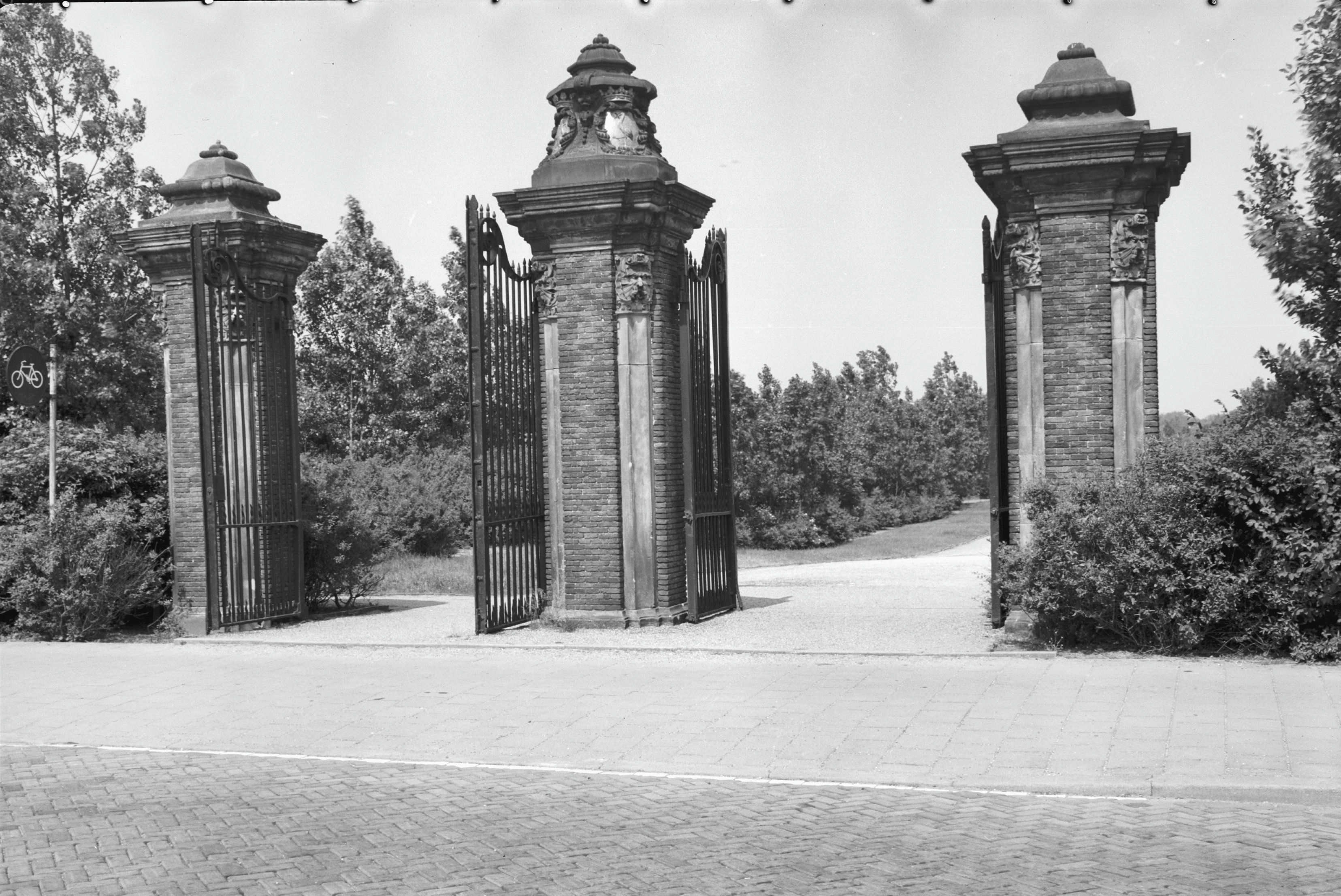
Huijgenspoort, voormalig tolhek Den Haag foto uit 1963

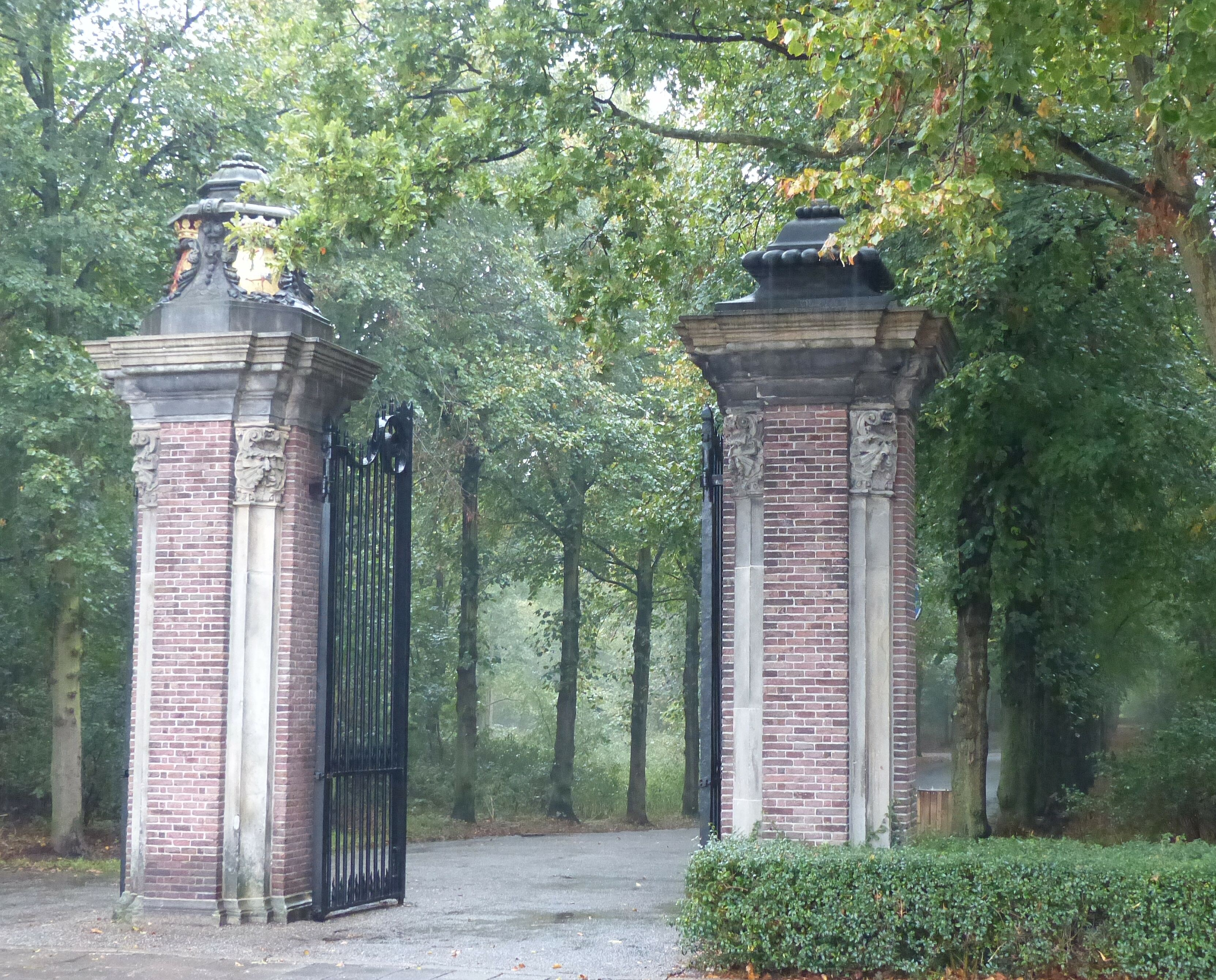
Voormalig tolhek, rijksmonument foto uit 2013

De Huijgenspoort is een voormalig tolhek in Den Haag. Het is een rijksmonument uit 1665. Oorspronkelijk stond het aan het begin van de Scheveningseweg naast een tolgaarderswoning. Het hek werd na afschaffing van de tolheffing afgebroken en opgebouwd aan de Kerkhoflaan als toegang tot de Scheveningse Bosjes.
Het hek bestaat uit drie grote gemetselde pijlers met twee doorgangen waartussen gesmede ijzeren hekvleugels zijn geplaatst. De twee buitenste pijlers worden bekroond door afgeplatte gebeeldhouwde, vaasachtige figuren op een vierkant grondvlak. De bekroning van de middelste pijler bestaat uit vier gepolychromeerde wapenschilden met gepolijste kroontjes op een achtzijdig grondvlak: twee schilden met de Nederlandse leeuw in rood op verguld fond en twee schilden met de Haagse ooievaar, in wit en zwart, rode poten en snavel op verguld fond.